# Слатина (Пловдивская область)
Слатина (болг. Слатина) — село в Болгарии. Находится в Пловдивской области, входит в общину Карлово. Население составляет 1 055 человек.

## Политическая ситуация
В местном кметстве Слатина, в состав которого входит Слатина, должность кмета (старосты) исполняет Нешо Арменов Богданов (коалиция в составе 4 партий: политический клуб «Экогласность», земледельческий союз Александра Стамболийского (ЗСАС), движение «За социальный гуманизм» (ДСХ), Болгарская социалистическая партия (БСП)) по результатам выборов правления кметства.
Кмет (мэр) общины Карлово — Найден Христов Найденов (коалиция партий: Болгарская социалистическая партия (БСП), земледельческий союз Александра Стамболийского (ЗСАС), Болгарская социал-демократия, движение «За социальный гуманизм», политический клуб «Экогласность», политический клуб «Фракия») по результатам выборов в правление общины.